# اتصال بنظام التشغيل
في الحوسبة، تعتبر اتصال بالنظام هي الطريقة البرنامجية التي يطلب بها برنامج الكمبيوتر خدمة من نواة نظام التشغيل الذي يتم تشغيله عليها. قد يشمل تلك الخدمات المتعلقة بالأجهزة (على سبيل المثال، الوصول إلى محرك الأقراص الثابتة)، وإنشاء وتنفيذ عمليات جديدة، والتواصل مع خدمات النواة المتكاملة مثل جدولة العمليات. توفر الاتصال بالنظام واجهة أساسية بين العملية ونظام التشغيل.
في معظم الأنظمة، لا يمكن إجراء مكالمات النظام إلا من خلال عمليات فضاء المستخدمين، بينما في بعض الأنظمة، يقوم نظام OS / 360 والخلفاء على سبيل المثال، ببرمجة النظام المميز أيضًا بإصدار مكالمات النظام.